# Kagera (vùng)
Kagera là một vùng của Tanzania, giáp biên giới với tỉnh Cankuzo của Uganda, tỉnh Đông của Rwanda, các vùng Tây, Trung của Uganda và hồ Victoria. Thủ phủ của vùng Kagera đóng tại Bukoba. Vùng Kagera có diện tích 28388 ki lô mét vuông. Đến thời điểm điều tra dân số ngày 25 tháng 8 năm 2002, vùng Kagera có dân số 2033888 người.